# 独立山砲兵第3連隊
独立山砲三聯隊
現在の特科連隊的要素をもった部隊であり、31式山砲等を装備していた。
平時は2個大隊4個中隊（戦時：6個中隊）編成で1個中隊4門を保有。
通常、馬で牽引するが山道や不整地では分解して搬送した。このため、初期の山砲兵は歩兵等に比して体格の頑強な者が多かったが、戦争末期にはそうでもなかったそうである。（見学者談）

## 歴史
- 1907年10月　山砲兵大隊第12師団小倉野砲兵第12連隊内に於て編成される。第11師団善通寺野砲兵第11連隊より下士官以下20数名編入。
- 1907年12月1日　山砲兵大隊要員の初年兵96名小倉野砲兵第12連隊に入隊。第1中隊完成。
- 1908年3月12日　小倉より久留米の新設兵舎に移転。
- 1908年12月1日　初年兵入隊。第2中隊完成。
- 1909年12月1日　初年兵入隊。第3中隊完成。山砲兵大隊は全国で3個大隊（第1大隊仙台、第2大隊岡山、第3大隊久留米）当時3個大隊共各3個中隊の大隊編成であったが後に連隊編成を改変、平時4個中隊の2個大隊、戦時は6個中隊の2個大隊となる。
- 1914年8月　青島戦においては独立第18師団に一個中隊配属参加。当時の中隊は6門編成。中隊長　原　寅生大尉
- 1922年8月　戦時その他の場合何れの師団にも配属できるようにと「独立」の称号が付せられるようになった。
- 1925年5月1日　軍備整理のため第18師団廃止。連隊は第12師団所属となる。
- 1932年3月3日～28日　上海事変には混成第24旅団独立山砲兵第3連隊第2大隊の1個大隊（2個中隊）参加。
- 1932～1933年　満洲事変においては漢口・天津・済南等の守備部隊として1個中隊派遣（1年交代）
- 1937年　日支事変勃発とともに北支へ出征、中支各地を転戦ののち満州にあったが、サイパン守備に任じ　聯隊が北支へ出征後、補充隊が編成され
- 1939年　山砲兵第12聯隊として満州へ派遣。その後は平時編成から姿を消し、隣接の野砲兵第24聯隊補充隊へ吸収合併された。
- 1944年7月　玉砕した。（聯隊の第二大隊は、サイパン転用にあたり千島派遣となり玉砕は免れた。）

（陸自久留米駐屯地資料館展示パネルより）

## 久留米駐屯地広報資料館
本広報資料館は明治・大正・昭和に至る旧軍郷土部隊、特に第12師団、第18師団（菊兵団）、第56師団（龍兵団）等の貴重な資料や自衛隊関係資料等、約2000点を展示しています。
尚、資料館は明治30年（1897年）に建築された旧軍歩兵第48連隊の本部営舎（2階部）を使用しています。
開館時間：午前8時から午後5時
休館日：土・日・祭日
（リーフレットより）